# Едуард де Боно
Едуард де Боно (роден на 19 май 1933 в Малта) е малтийски мислител, автор, консултант.
Известен е като създател на термина и концепцията за латерално мислене, написал е множество книги, сред които изключително популярната „Шестте мислещи шапки“. Неговите техники за творческо мислене намират широко приложение в много области, като особено широко и успешно се прилагат в бизнеса.
Едуард де Боно притежава магистърска степен по психология и физиология от Оксфорд, докторска степен по медицина от Оксфорд, докторска степен по философия от Кембридж, докторска степен по дизайн от Кралския технологичен институт в Мелбърн и докторска степен по право от университета в Дънди. Заемал е академични позиции в Оксфорд, Кембридж, университета в Лондон и в Харвард.

## Публикувани книги
- The Use of Lateral Thinking (1967) ISBN 0-14-013788-2
- New Think (1967, 1968) ISBN 0-380-01426-2
- The Five-Day Course in Thinking (1968)
- The Mechanism of the Mind (1969), Intl Center for Creative Thinking 1992 reprint: ISBN 0-14-013787-4
- Lateral Thinking: Creativity Step by Step, (1970), Harper & Row 1973 paperback: ISBN 0-06-090325-2
- The Dog-Exercising Machine (1970)
- Technology Today (1971)
- Practical Thinking (1971)
- Lateral Thinking for Management (1971)
- Po: A Device for Successful Thinking (1972), ISBN 0-671-21338-5
- Children Solve Problems (1972) ISBN 13-978-0060110246, ISBN 10-0060110244
- Po: Beyond Yes and No (1973), ISBN 0-14-021715-0
- Eureka!: An Illustrated History of Inventions from the Wheel to the Computer (1974)
- Teaching Thinking (1976)
- The Greatest Thinkers: The Thirty Minds That Shaped Our Civilization (1976), ISBN 0-399-11762-8
- Wordpower (1977)
- The Happiness Purpose (1977)
- Opportunities: A handbook for business opportunity search (1978)
- Future Positive (1979)
- Atlas of Management Thinking (1981)
- De Bono's Course in Thinking (1982)
- Learn-To-Think: Coursebook and Instructors Manual with Michael De Saint-Arnaud (1982), ISBN 0-88496-199-0
- Tactics: The Art and Science of Success (1985)
- Conflicts: A Better Way to Resolve them (1985)
- Masterthinker's Handbook (1985)
- Six Thinking Hats (1985) ISBN 0-316-17831-4
- I Am Right, You Are Wrong: From This to the New Renaissance: From Rock Logic to Water Logic (1990) ISBN 0-14-012678-3
- Six Action Shoes (1991)
- Handbook for the Positive Revolution (1991) ISBN 0-14-012679-1
- Serious Creativity: Using the Power of Lateral Thinking to Create New Ideas (1992) ISBN 0-00-255143-8
- Sur/Petition (1992) ISBN 0-88730-543-1
- Parallel thinking: from Socratic thinking to de Bono thinking (1994) ISBN 0670851264
- Teach Yourself How to Think (1995)
- How to Be More Interesting (1998)
- Simplicity (1999)
- New Thinking for the New Millennium (1999)
- Why I Want To Be King of Australia (1999)
- How to Have A Beautiful Mind (2004)
- Six Value Medals (2005)
- H+ (Plus): A New Religion (2006)
- How to Have Creative Ideas (2007)
- Free or Unfree?: Are Americans Really Free? (2007) ISBN 1597775444
- Six Frames For Thinking About Information (2008)

- Шестте рамки на мислене, Локус Пъблишинг
- Как да развием творческото мислене, Локус Пъблишинг
- Как да притежаваме красив ум, Локус Пъблишинг
- Щастието като цел, Кибеа
- Практическото мислене, Кибеа
- Научете детето си как да мисли, Кибеа
- Шест мислещи шапки: Синтезиран подход, Принцепс